# Torrebelvicino
Torrebelvicino – miejscowość i gmina we Włoszech, w regionie Wenecja Euganejska, w prowincji Vicenza.
Według danych na rok 2004 gminę zamieszkiwały 5474 osoby, 260,7 os./km².